# Condom (Gers)
Pour les articles homonymes, voir Condom.
Condom  (en gascon : Condom), aussi appelée Condom-en-Armagnac, est une commune française, sous-préfecture du département du Gers, dans la région Occitanie. Sur le plan historique et culturel, la commune est dans le Condomois, une ancienne circonscription de la province de Gascogne ayant titre de comté.
Exposée à un climat océanique altéré, elle est drainée par la Baïse, l'Osse, l'Auvignon, la Gèle, le Drot, le Garaillon et par divers autres petits cours d'eau.
Condom est une commune rurale qui compte 6 454 habitants en 2022. Elle est dans l'unité urbaine de Condom et fait partie de l'aire d'attraction de Condom. Ses habitants sont appelés les Condomois ou Condomoises.

## Géographie

### Localisation
La commune de Condom est située sur la Baïse, entre Armagnac et Agenais, Condom est la ville principale de la Ténarèze ou Condomois. C'est une commune limitrophe du département de Lot-et-Garonne. Elle est le centre de l'aire d'attraction de Condom.

### Communes limitrophes
Les communes limitrophes sont Lannes, Béraut, Cassaigne, Castelnau-sur-l'Auvignon, Caussens, Gazaupouy, Moncrabeau, Larressingle, Larroque-sur-l'Osse, Maignaut-Tauzia et Valence-sur-Baïse.
| Lannes (Lot-et-Garonne) | Moncrabeau (Lot-et-Garonne) | Gazaupouy                                                       |
| Larroque-sur-l'Osse     | Condom                      | Castelnau-sur-l'Auvignon, Caussens                              |
| Larressingle            | Cassaigne                   | Béraut, Maignaut-Tauzia, Valence-sur-Baïse (par un quadripoint) |

### Géologie et relief
La commune s'étend sur 97,37 km2, superficie près de dix fois supérieure à la moyenne nationale et est la plus importante du département.
Condom se situe en zone de sismicité 1 (sismicité très faible).

### Hydrographie
La commune est dans le bassin de la Garonne, au sein du bassin hydrographique Adour-Garonne. Elle est drainée par la Baïse, l'Osse, l'Auvignon, la Gèle, le Drot, le Garaillon, un bras de la Baïse, la Maurague, le Marcasson, le Nadau, le ruisseau de Barada, le ruisseau de Corne, le ruisseau de la Béoudy, le ruisseau de la Boupillère, qui constituent un réseau hydrographique de 100 km de longueur totale,.
La Baïse, d'une longueur totale de 187,6 km, prend sa source dans la commune de Capvern et s'écoule vers le nord. Elle traverse la commune et se jette dans la Garonne à Saint-Léger, après avoir traversé 52 communes.
L'Osse, d'une longueur totale de 120,3 km, prend sa source dans la commune de Bernadets-Debat et s'écoule vers le nord. Il traverse la commune et se jette dans la Gélise à Andiran, après avoir traversé 36 communes.
L'Auvignon, d'une longueur totale de 55,7 km, prend sa source dans la commune de Mas-d'Auvignon et s'écoule vers le nord. Il traverse la commune et se jette dans la Garonne à Port-Sainte-Marie, après avoir traversé 22 communes.
La Gèle, d'une longueur totale de 25,7 km, prend sa source dans la commune de La Sauvetat et s'écoule du sud-est vers le nord-ouest. Elle traverse la commune et se jette dans la Baïse sur le territoire communal, après avoir traversé 6 communes.

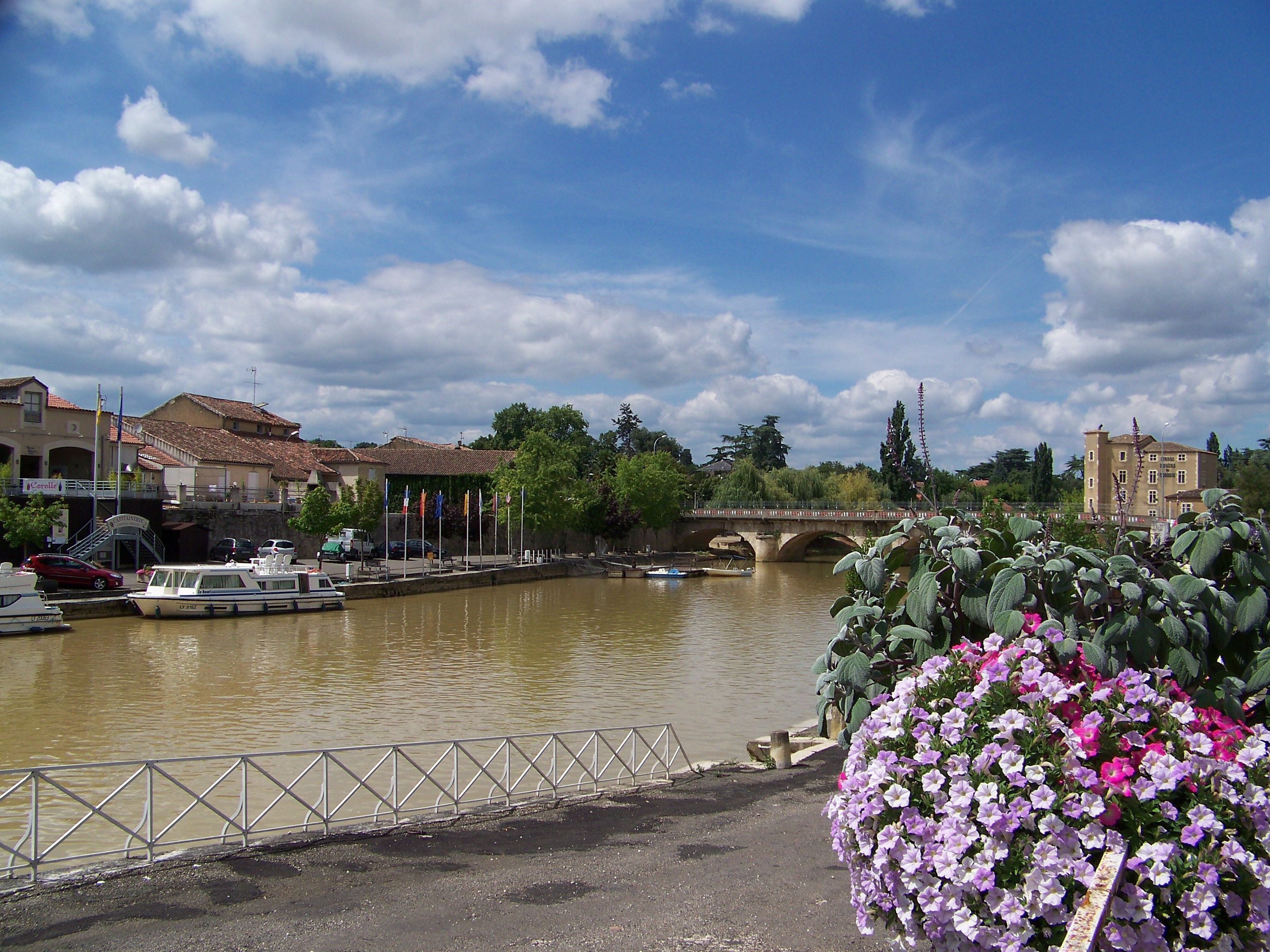
Le port de Condom sur la Baïse ; au fond à droite, les Grands Moulins.
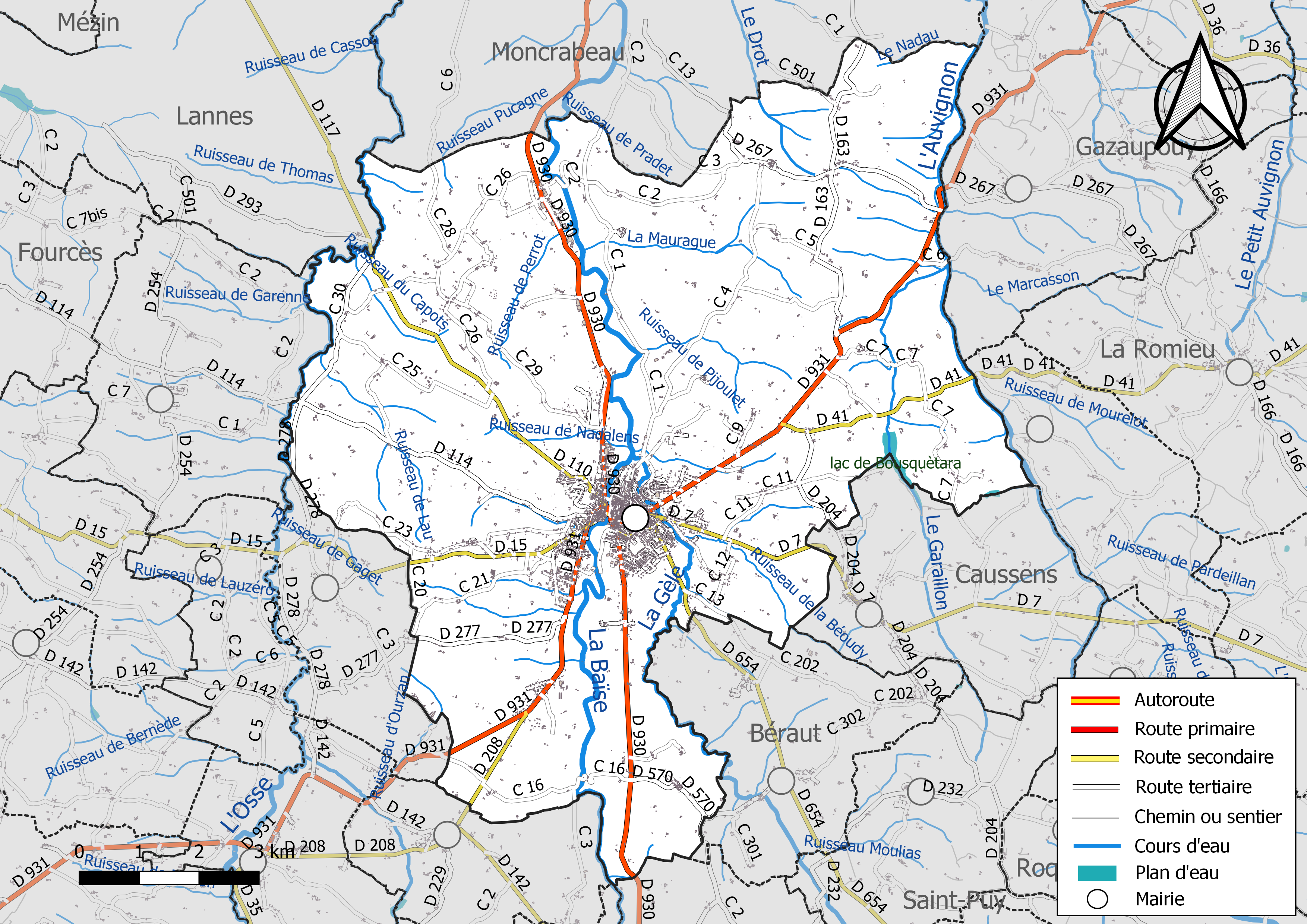
Réseaux hydrographique et routier de Condom.
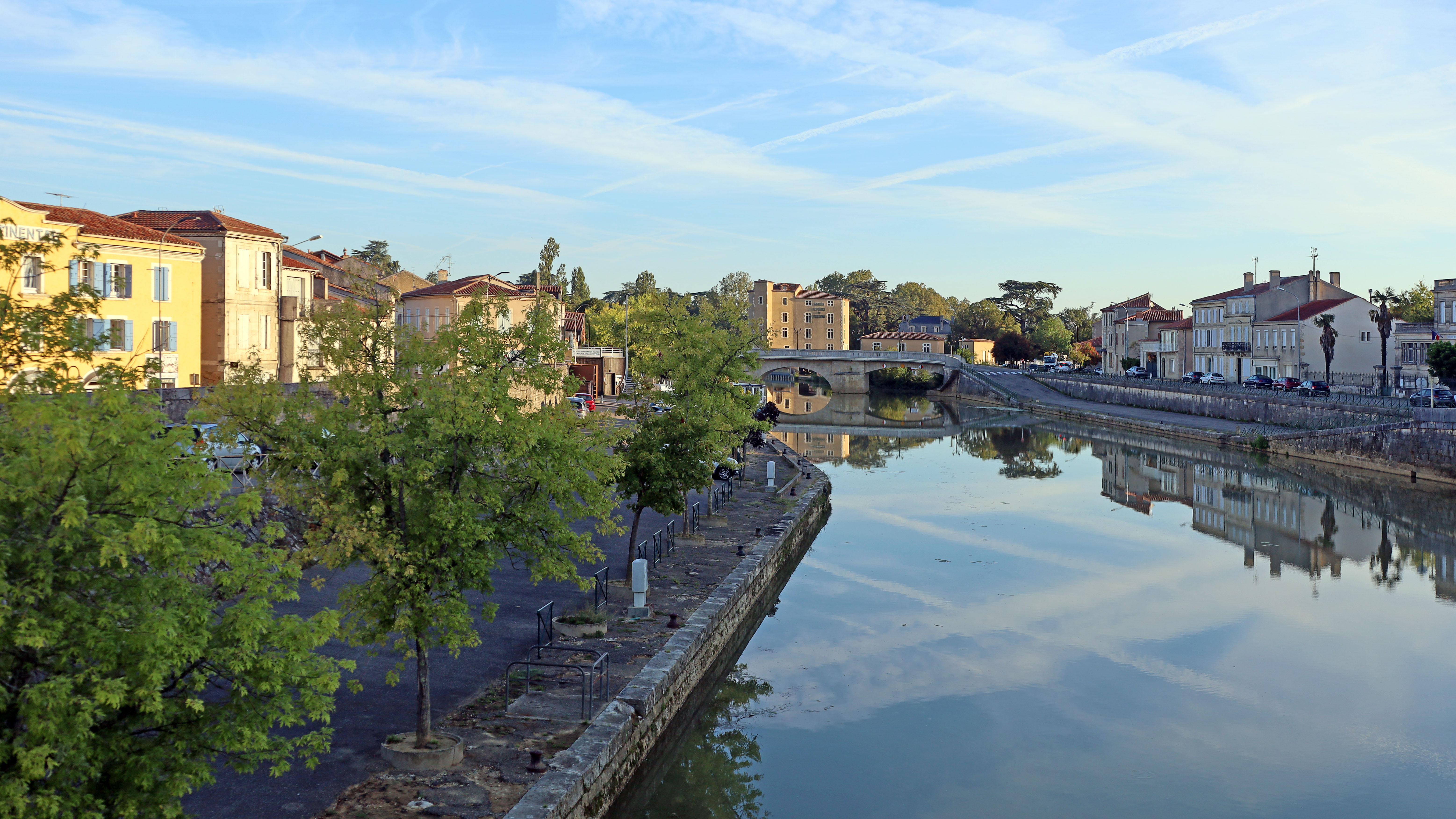
La Baïse partage Condom.

### Climat
Pour des articles plus généraux, voir Climat de l'Occitanie et Climat du Gers.
En 2010, le climat de la commune est de type climat du Bassin du Sud-Ouest, selon une étude s'appuyant sur une série de données couvrant la période 1971-2000. En 2020, Météo-France publie une typologie des climats de la France métropolitaine dans laquelle la commune est exposée à un climat océanique altéré et est dans la région climatique Aquitaine, Gascogne, caractérisée par une pluviométrie abondante au printemps, modérée en automne, un faible ensoleillement au printemps, un été chaud (19,5 °C), des vents faibles, des brouillards fréquents en automne et en hiver et des orages fréquents en été (15 à 20 jours).
Pour la période 1971-2000, la température annuelle moyenne est de 13,9 °C, avec une amplitude thermique annuelle de 15,5 °C. Le cumul annuel moyen de précipitations est de 771 mm, avec 9,8 jours de précipitations en janvier et 6,5 jours en juillet. Pour la période 1991-2020, la température moyenne annuelle observée par la station météorologique installée dans la commune est de 13,9 °C et le cumul annuel moyen de précipitations est de 703,8 mm,. Pour l'avenir, les paramètres climatiques de la commune estimés pour 2050 selon différents scénarios d'émission de gaz à effet de serre sont consultables sur un site dédié publié par Météo-France en novembre 2022.
| Mois                                  | jan.           | fév.           | mars          | avril         | mai           | juin          | jui.          | août          | sep.          | oct.          | nov.          | déc.          | année      |
| ------------------------------------- | -------------- | -------------- | ------------- | ------------- | ------------- | ------------- | ------------- | ------------- | ------------- | ------------- | ------------- | ------------- | ---------- |
| Température minimale moyenne (°C)     | 3,2            | 3,1            | 5,5           | 8,3           | 11,2          | 14,5          | 16,4          | 15,9          | 13,6          | 11            | 6,7           | 3,7           | 9,4        |
| Température moyenne (°C)              | 6,2            | 7              | 10            | 13,2          | 16,1          | 19,8          | 22            | 21,7          | 19,1          | 15,4          | 10            | 6,7           | 13,9       |
| Température maximale moyenne (°C)     | 9,2            | 10,9           | 14,5          | 18,1          | 21,1          | 25,1          | 27,6          | 27,4          | 24,7          | 19,8          | 13,4          | 9,8           | 18,5       |
| Record de froid (°C) date du record   | −11,5 27.01.07 | −11,1 09.02.12 | −8,2 01.03.05 | −1,2 03.04.22 | 1,2 05.05.19  | 6,5 01.06.11  | 10,7 02.07.12 | 10,1 11.08.16 | 5,9 27.09.10  | −0,6 16.10.09 | −5,7 18.11.07 | −6,6 26.12.10 | −11,5 2007 |
| Record de chaleur (°C) date du record | 18,9 31.01.20  | 24,9 27.02.19  | 27,2 29.03.23 | 29,9 09.04.11 | 32,2 18.05.22 | 38,9 18.06.22 | 39,2 18.07.22 | 41,1 24.08.23 | 35,7 03.09.05 | 33 01.10.23   | 25,9 01.11.20 | 20,3 08.12.10 | 41,1 2023  |
| Précipitations (mm)                   | 69             | 49             | 55,2          | 64,8          | 78            | 62,2          | 48,3          | 43,7          | 51,2          | 55,2          | 65,6          | 61,6          | 703,8      |

### Milieux naturels et biodiversité
Aucun espace naturel présentant un intérêt patrimonial n'est recensé à Condom dans l'inventaire national du patrimoine naturel,,.

## Urbanisme

### Typologie
Au 1er janvier 2024, Condom est catégorisée bourg rural, selon la nouvelle grille communale de densité à sept niveaux définie par l'Insee en 2022.
Elle appartient à l'unité urbaine de Condom, une unité urbaine monocommunale constituant une ville isolée,. Par ailleurs la commune fait partie de l'aire d'attraction de Condom, dont elle est la commune-centre,. Cette aire, qui regroupe 23 communes, est catégorisée dans les aires de moins de 50 000 habitants,.

### Occupation des sols

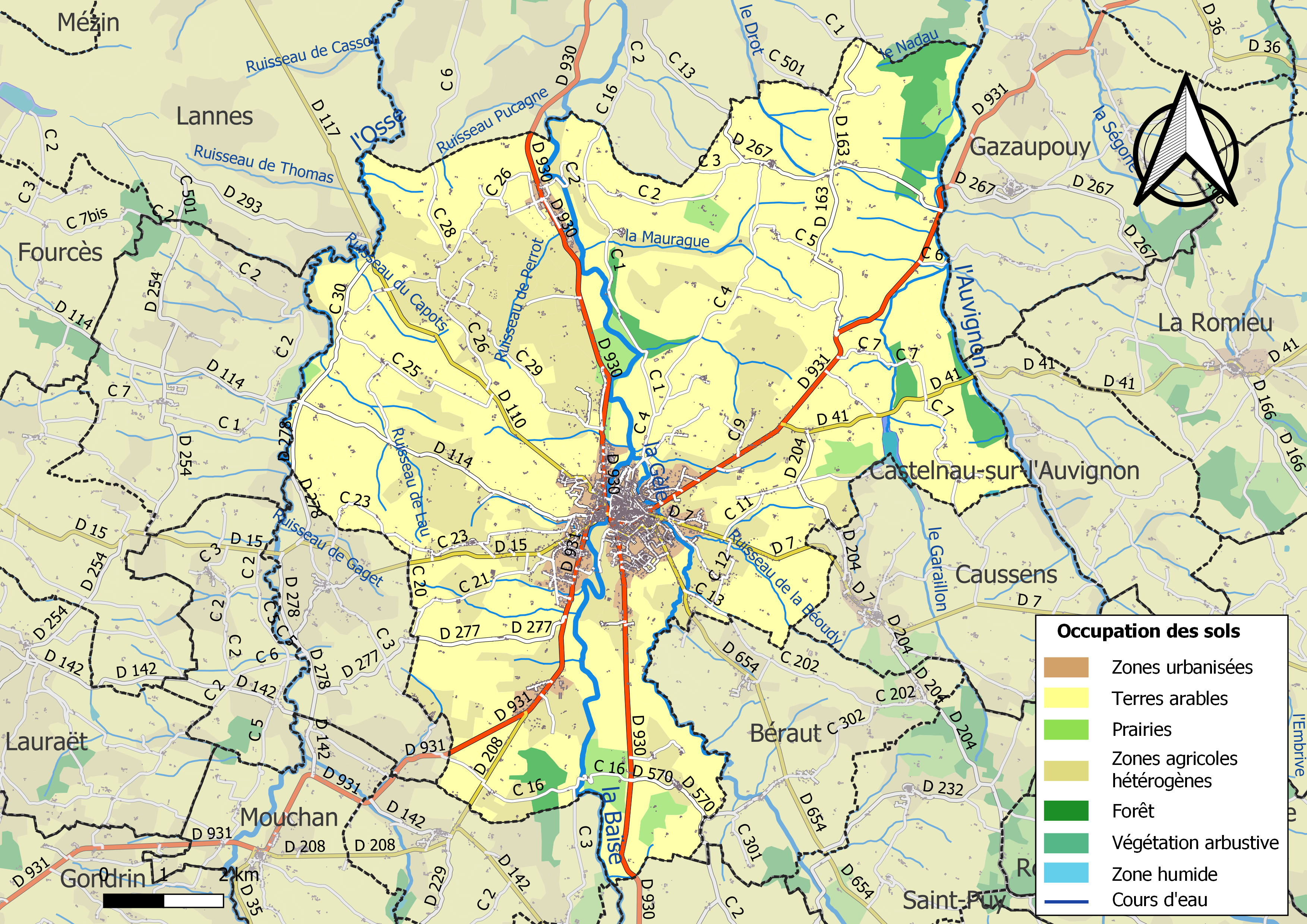
Carte des infrastructures et de l'occupation des sols de la commune en 2018 (CLC).

L'occupation des sols de la commune, telle qu'elle ressort de la base de données européenne d’occupation biophysique des sols Corine Land Cover (CLC), est marquée par l'importance des territoires agricoles (91,5 % en 2018), en diminution par rapport à 1990 (92,8 %). La répartition détaillée en 2018 est la suivante : 
terres arables (57,6 %), zones agricoles hétérogènes (23,1 %), cultures permanentes (8 %), zones urbanisées (4,4 %), forêts (3,5 %), prairies (2,9 %), zones industrielles ou commerciales et réseaux de communication (0,4 %), eaux continentales (0,2 %). L'évolution de l’occupation des sols de la commune et de ses infrastructures peut être observée sur les différentes représentations cartographiques du territoire : la carte de Cassini (XVIIIe siècle), la carte d'état-major (1820-1866) et les cartes ou photos aériennes de l'IGN pour la période actuelle (1950 à aujourd'hui).

### Voies de communication et transports
Condom est desservi par trois lignes du réseau interurbain régional liO : la ligne 951 la reliant à Auch, la ligne 952 la reliant à Cazaubon et la ligne 953 la reliant à Agen.

### Risques majeurs
Le territoire de la commune de Condom est vulnérable à différents aléas naturels : météorologiques (tempête, orage, neige, grand froid, canicule ou sécheresse), inondations et séisme (sismicité très faible). Il est également exposé à trois risques technologiques, le transport de matières dangereuses, le risque industriel et la rupture d'une digue. Un site publié par le BRGM permet d'évaluer simplement et rapidement les risques d'un bien localisé soit par son adresse soit par le numéro de sa parcelle.

#### Risques naturels
Certaines parties du territoire communal sont susceptibles d’être affectées par le risque d’inondation par débordement de cours d'eau, notamment la Baïse, l'Osse, l'Auvignon et la Gèle. La cartographie des zones inondables en ex-Midi-Pyrénées réalisée dans le cadre du XIe Contrat de plan État-région, visant à informer les citoyens et les décideurs sur le risque d’inondation, est accessible sur le site de la DREAL Occitanie. La commune a été reconnue en état de catastrophe naturelle au titre des dommages causés par les inondations et coulées de boue survenues en 1995, 1999, 2009, 2010, 2013, 2014 et 2018,.

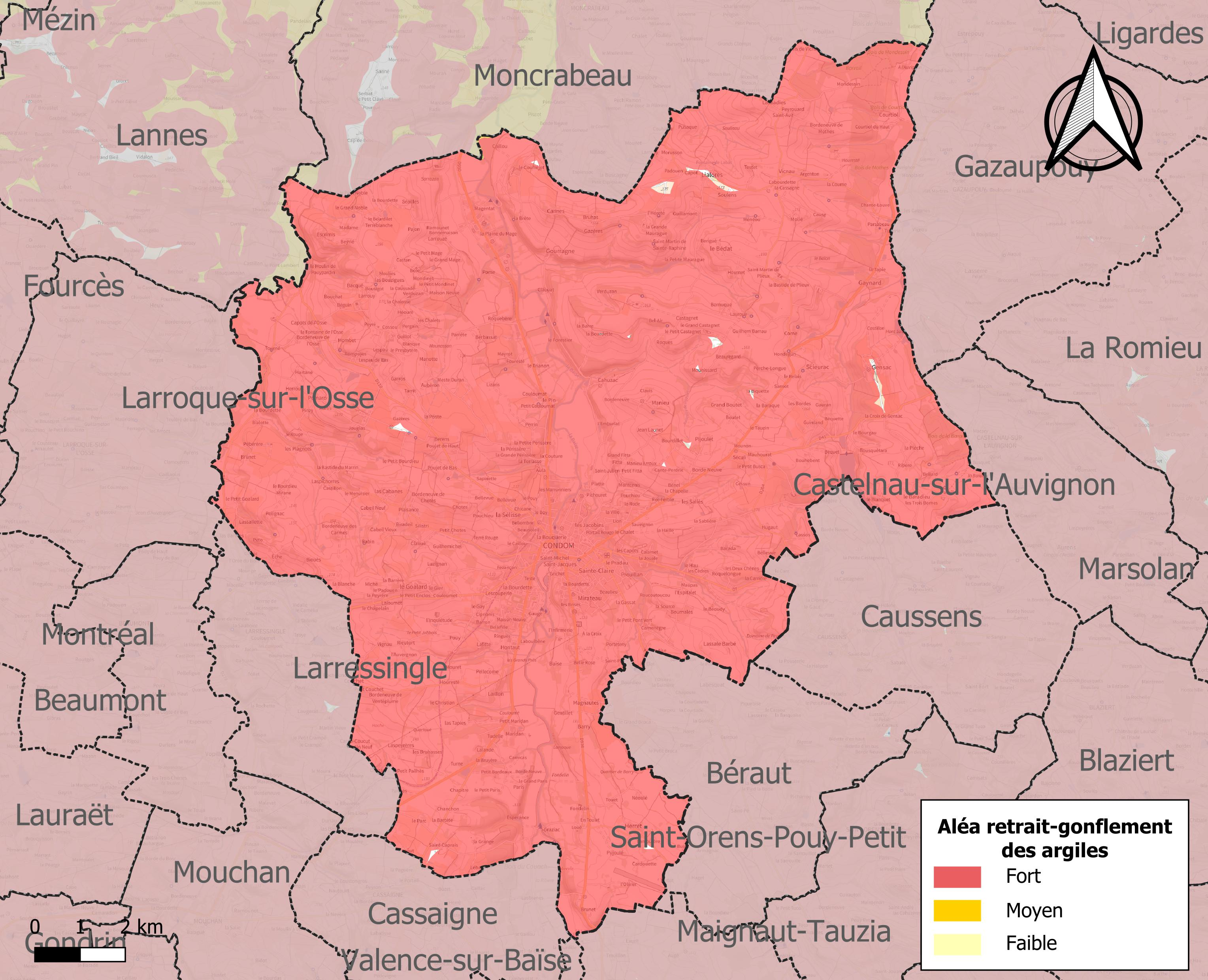
Carte des zones d'aléa retrait-gonflement des sols argileux de Condom.

Le retrait-gonflement des sols argileux est susceptible d'engendrer des dommages importants aux bâtiments en cas d’alternance de périodes de sécheresse et de pluie. 99,8 % de la superficie communale est en aléa moyen ou fort (94,5 % au niveau départemental et 48,5 % au niveau national). Sur les 3 384 bâtiments dénombrés à Condom en 2019, 3 371 sont en aléa moyen ou fort, soit 100 %, à comparer aux 93 % au niveau départemental et 54 % au niveau national. Une cartographie de l'exposition du territoire national au retrait gonflement des sols argileux est disponible sur le site du BRGM,.
Par ailleurs, afin de mieux appréhender le risque d’affaissement de terrain, l'inventaire national des cavités souterraines permet de localiser celles situées à Condom.
Concernant les mouvements de terrains, la commune a été reconnue en état de catastrophe naturelle au titre des dommages causés par la sécheresse en 1989, 1991, 1993, 2002, 2003, 2005, 2011, 2012 et 2017 et par des mouvements de terrain en 1999.

#### Risques technologiques
La commune est exposée au risque industriel du fait de la présence sur son territoire d'une entreprise soumise à la directive européenne SEVESO.
Le risque de transport de matières dangereuses sur le territoire de la commune est lié à sa traversée par des infrastructures routières ou ferroviaires importantes ou la présence d'une canalisation de transport d'hydrocarbures. Un accident se produisant sur de telles infrastructures est en effet susceptible d’avoir des effets graves au bâti ou aux personnes jusqu’à 350 m, selon la nature du matériau transporté. Des dispositions d’urbanisme peuvent être préconisées en conséquence.
Des digues sont présentes sur le territoire communal. En cas de destruction partielle ou totale de l'une d'entre elles soit par surverse, soit par effet de renard, soit par affouillement de sa base, soit par rupture d'ensemble progressive ou brutale, des dégâts importants peuvent être occasionnés aux habitations et personnes situées sur le parcours de l'onde de submersion. Le risque est en principe pris en compte dans les documents d'urbanisme. Il n'existe par contre pas de système d'alerte en cas de rupture de digue.

## Toponymie
La ville de Condom est située sur un lieu de confluence, entre la Baïse et la Gèle, et c'est de cette particularité qu'elle tire son nom, Condatomagos, terme gaulois signifiant marché de la confluence. Condatómagos évolua en Condatóm puis en Conddóm.

## Histoire

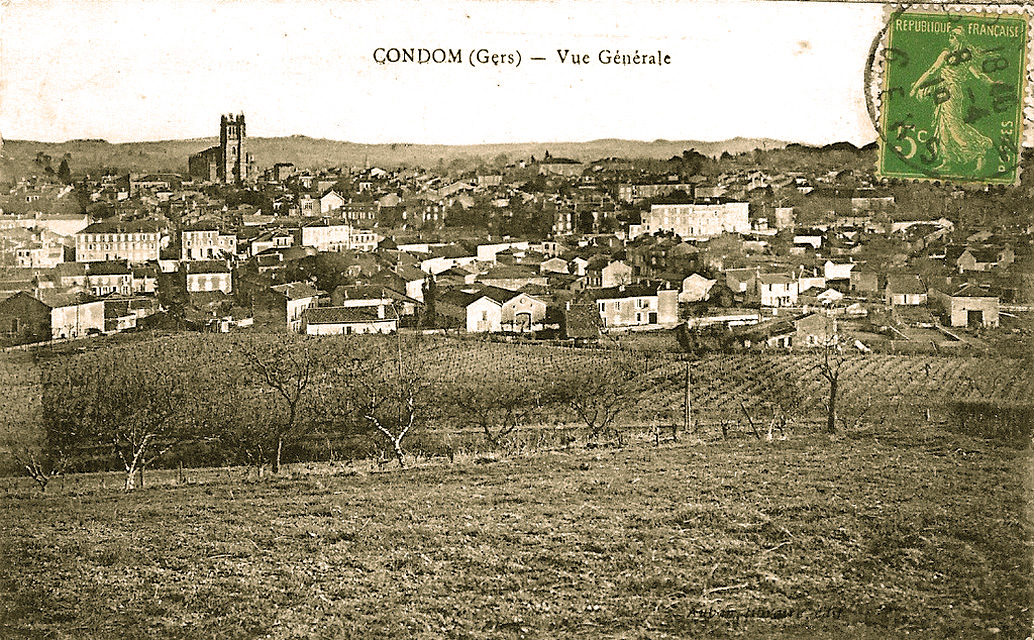
Condom en 1918.

Le site est occupé à la période protohistorique. Le musée d'Agen conserve, sous le numéro d'inventaire 134 A2, une hache plate en cuivre, remontant au Bronze moyen, trouvée à Condom. La légende veut qu'un noble revenant de Palestine ait été envoyé par un pape, avec des reliques de la croix, dans une région boisée, pour y fonder une ville sur une colline. Des fouilles ont cependant démontré que des populations habitaient la ville bien avant l'invasion romaine.
L'origine de la ville est sujette à discussions. Certains la font remonter à la prise de pouvoir du duc d'Aquitaine, Eudes d'Aquitaine, sur la Gascogne, à la fin du VIIe siècle. Il aurait alors distribué des terres aux Gascons qui l'auraient aidé. Plus tard un duc d'Aquitaine, sa mère et sa femme, que la tradition nomme Egalsius ou Algasius, dont l'existence est parfaitement inconnue, Ysemburge et Agnès, auraient édifié une chapelle sur le site. Quelques religieux seraient venus s'y établir pour fonder un monastère. Ce monastère aurait ensuite été détruit par les Vikings.
C'est vers 930, que la femme du duc de Gascogne Garcia Sanche le Courbé ou le Tors, Honorette (ou Honorée), entreprit de reconstruire l'église de Condom et la dota de terres. Elle fit aussi bâtir des demeures pour les nouveaux habitants du village. Elle mourut en voulant voir une urne miraculeuse qui se trouvait dans l'église et donna naissance à Arnaud ou Nonné, premier comte d'Astarac.
Hugues de Gascogne (mort vers 1013), petit-fils de Garcia Sanche le Courbé, évêque d'Agen, hérita des terres de Condom à la mort de son père, Gombaud (frère de Guillaume Sanche de Gascogne) qui porta le titre de duc et d'évêque de Gascogne.
Hugues de Gascogne fit un voyage à Rome où il rencontra le pape Benoît VIII pour se faire absoudre de la faute qu'il avait commise de cumuler les titres d'évêques d'Agen et de Bazas. Le pape accepta de lui pardonner à condition qu'il fasse une donation à une abbaye. Il le fit à son retour au profit de l'abbaye de Condom. Il décida de reconstruire l'église d'Honorette détruite par un incendie. Il remplaça les prêtres qui y étaient par des moines de l'ordre bénédictin et nomma son filleul Pierre de Saint-Puelles, prieur claustral de l'abbaye. Il en fut le premier abbé. Le jour de la consécration de la nouvelle église Saint-Pierre, il réunit le duc de Gascogne, Sanche-Guillaume, l'évêque de Bazas, Arsius Raca (Arnaud), et les vicomtes de Lomagne, d'autres seigneurs et leurs épouses, tous ses parents et héritiers possibles, pour accepter devant l'autel la donation qu'il faisait à l'abbaye des terres qu'il possédait à Condom et autour, dont Larressingle, plaçant l'abbaye sous l'autorité du Saint-Siège. L'acte porte la date du 4 des ides d'août de l'année 1011. Certains ont mis en doute cette donation car Benoît VIII est devenu pape en mai 1012, mais cette erreur est probablement due au copiste. Pierre de Saint-Puelles lui a succédé mais ne survécut pas longtemps à Hugues de Gascogne. Il est remplacé par un certain Verecundus de Lana. L'abbé suivant est Seguin de Casalda qui a augmenté considérablement les biens de l'abbaye, dont l'église et le lieu de Cassaigne donné par le comte de Fezensac, Guillaume-Astanove Ier. Il est remplacé avant 1068 par Raymond d'Olbion puisque ce dernier signe comme abbé de Condom au concile de Toulouse qui rétablit l'évêché de Lectoure.
Le 20 juin 1285, Auger d'Anduran, abbé de Condom entre 1285 et 1305, conclut un acte de paréage avec le roi d'Angleterre, Édouard Ier. Dans cet acte de paréage, l'abbé fait participer le roi d'Angleterre pour rendre la justice dans la ville de Condom, le château de Larressingle et leurs dépendances. Le roi fait de même avec l'abbé pour le château de Goalard et ses dépendances. Deux baillis, l'un nommé par le roi, l'autre par l'abbé, sont chargés de rendre la justice dans l'ensemble de ce bailliage. L'abbé partage avec le roi le droit de créer des consuls, jurats et notaires, et de recevoir de nouveaux habitants à Condom. Le roi s'engage à protéger l'abbé de toute rébellion des habitants de Condom. Cet acte de paréage n'a pas mis fin aux oppositions entre les abbés, puis les évêques qui leur succèdent, avec les consuls de la ville.
Par deux fois envahie par les Anglais, la ville s'est libérée seule.
Condom a de tout temps été développée par le clergé, qui y a fondé de nombreuses abbayes et couvents. C'est le 13 août 1317 que l'abbaye de Condom devient un évêché et se détache ainsi du diocèse d'Agen. Raymond de Gallard est nommé évêque, et l'église abbatiale devient aussitôt cathédrale.
Après son sacre, le roi Louis XI (1423-1461-1483) attacha la ville à la couronne et autorisa et confirma en novembre 1461 plusieurs droits de la ville, afin qu'elle accroisse.
Au carrefour de nombreuses routes, le commerce était source de richesse, mais aujourd'hui les grands axes routiers contournent la ville :
- l'axe Toulouse-Bordeaux passe plus au nord par Agen, avec l'autoroute des Deux-Mers et la route nationale 113 ;
- la route nationale 21 qui va d'Agen à Tarbes passe par Auch et Fleurance ;
- l'Itinéraire à Grand Gabarit passe plus au sud ;
- la route nationale 124 qui relie Auch à Mont-de-Marsan se trouve plus à l'ouest.

En 1839, la commune de Lialores fut rattachée à Condom.
À noter, l’influence de plusieurs familles fortunées, inspirées par des dynasties bordelaises, notamment avec la famille Mellet (branche de Fondelin, et branche de Bonas) qui est à l’origine d’au moins 3 hôtels particuliers, mais aussi les familles Gallard, de Coq, Cugnac, du Bouzet, Courtade, Lavenère-Lussan, et Latournerie.
Lors de la Première guerre Mondiale, le couvent de la Piéta et son école libre, le collège municipal de garçons furent transformés en Hôpitaux complémentaires 38 et 44 et l'hospice en Hôpital Bénévole 60.

### L'armagnac
Le cours de la Baïse fut autrefois canalisé pour permettre l'exportation de l'armagnac vers Bordeaux. Cette activité assura dans le passé la prospérité de la cité.
L'armagnac ne doit pas sa célébrité au port de Condom qui ne fut créé qu'en 1839 mais aux pèlerins de Saint-Jacques-de-Compostelle.
Comme les marins, les pèlerins réchauffaient leur corps, soignaient leurs plaies et sublimaient leur foi grâce à quelques gorgées d'« aygo ardente ».
En quittant la ville, ils emportaient avec eux, aussi bien à l'aller, en descendant vers l'Espagne, qu'au retour, quelques fioles réparatrices. Ce sont donc eux qui portèrent partout en Europe la bonne parole de l'armagnac salvateur (« eau de vie ») et médicinal.

### Le pèlerinage de Compostelle
Sur la via Podiensis du pèlerinage de Saint-Jacques-de-Compostelle.

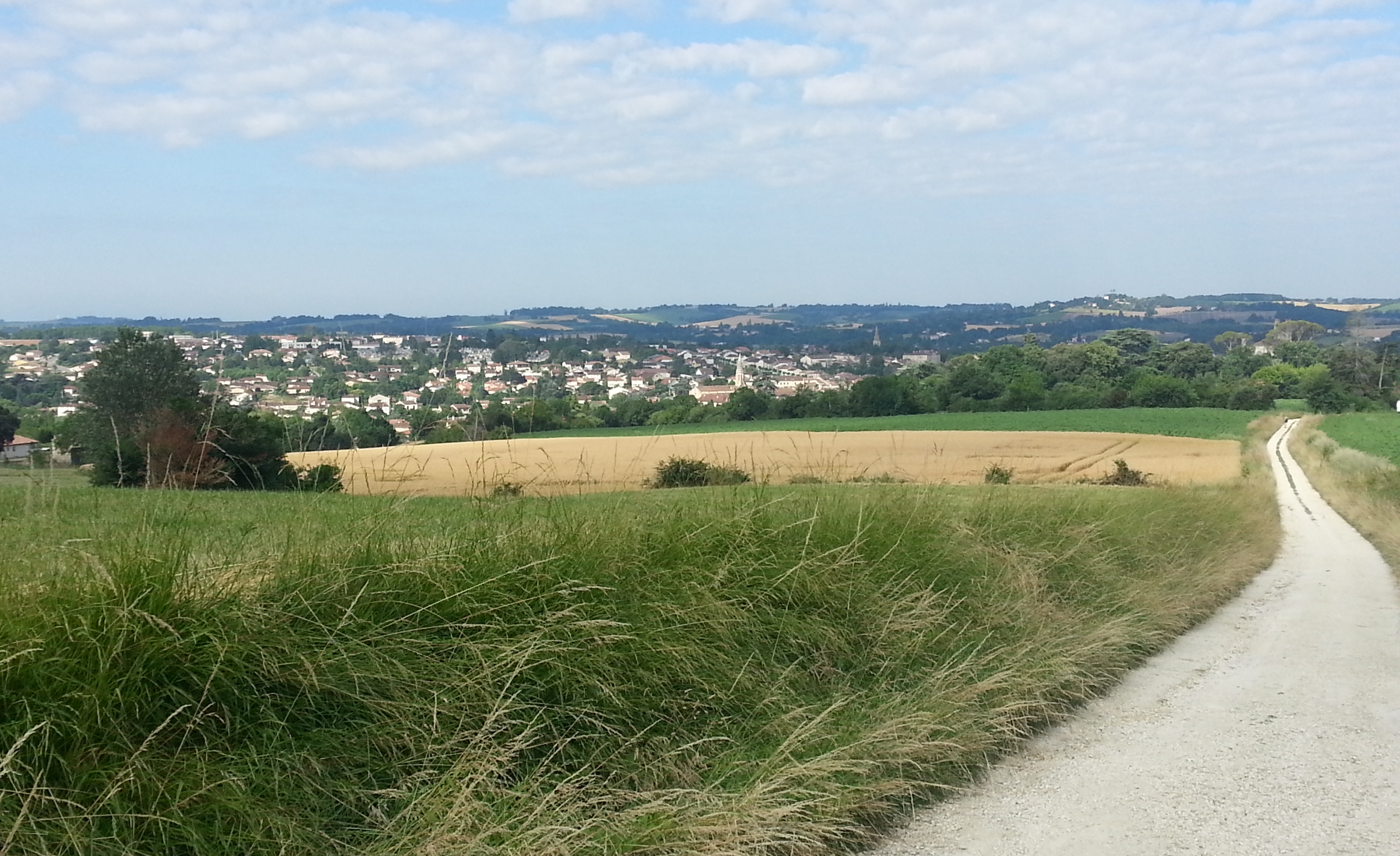
Condom vu du GR65, chemin de Compostelle en provenance de La Romieu.

On vient de La Romieu, la prochaine commune est Larressingle, et son château.

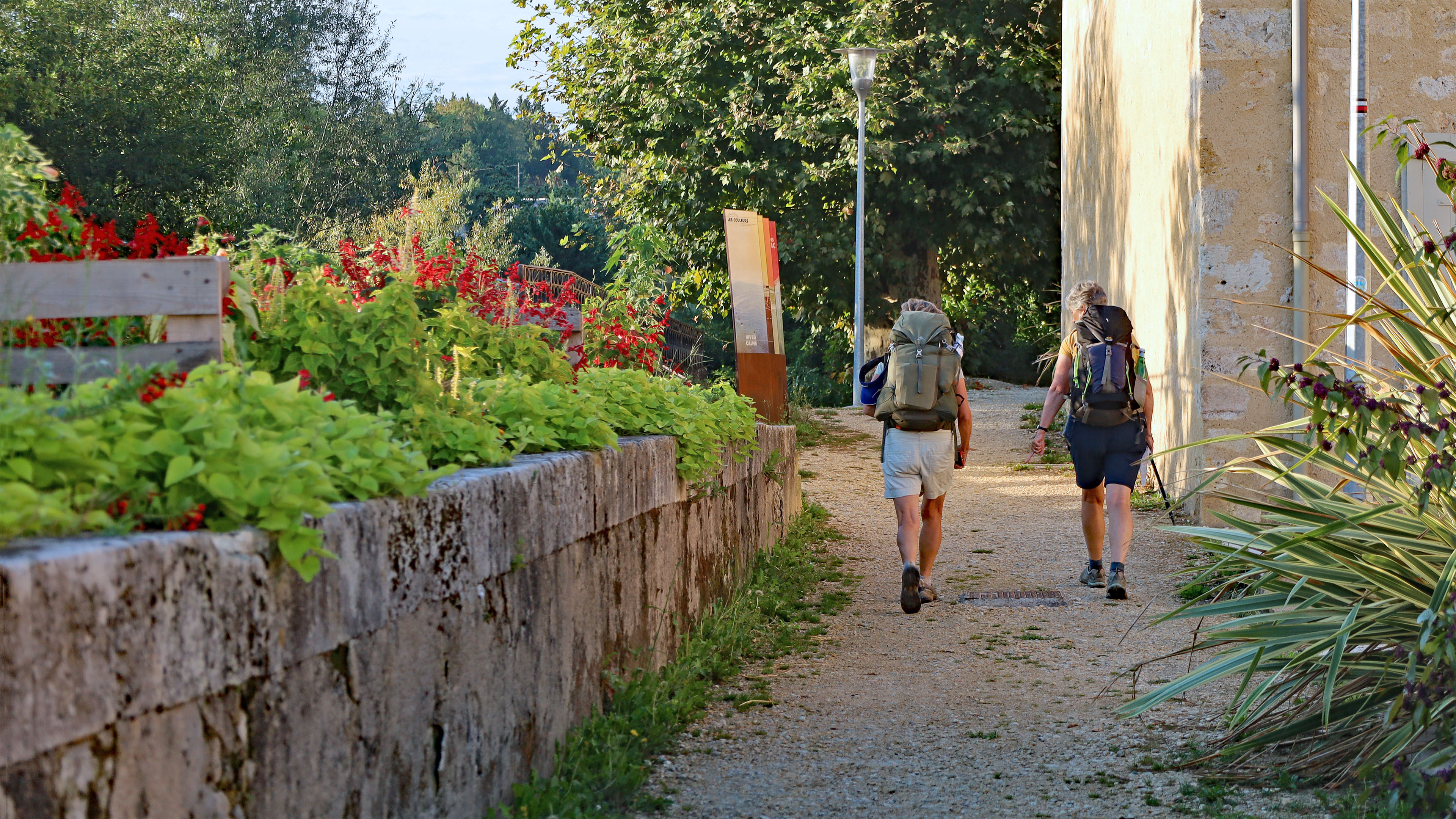
Sur le Chemin de St Jacques à Condom en 2023.

#### Les hospices
En 1314, grâce au cardinal de Teste, de souche condomoise, est fondé un premier hôpital Saint-Jacques en un lieu où des « femmes de mauvaise vie » avaient établi leur repaire. Les travaux de construction de cet établissement, situé « près de la ville de Condom, sur le chemin », expressément destiné à recevoir « les pèlerins, les infirmes, les pauvres et ceux qui vont en pèlerinage à Saint-Jacques-de-Compostelle », furent achevés en 1319.
Cet hôpital privé appartenait aux successeurs du fondateur. Toutefois, sa gestion était contrôlée par deux consuls de Condom et deux membres de la confrérie Saint-Jacques. On peut supposer que cet hôpital fut très fréquenté dès les premiers temps de son existence : « Cependant à cause de la multitude des pèlerins et des pauvres qui abondent continuellement audit hôpital… », lit-on dans un acte du 31 août 1323. Ceci peut d'autant mieux se comprendre que la vieille hôtellerie abbatiale avait disparu au moment de la construction de l'évêché. Malgré tout, un inventaire de la fin du XVe siècle ne fait mention que de six lits garnis desquels ils pouvaient, s'ils étaient malades, assister à l'office divin. Le XVe siècle marque un indiscutable déclin des hôpitaux, délaissés pour les auberges, et n'est pas significatif pour les époques antérieures. Et la coutume était de coucher plusieurs personnes dans le même lit.
Peu de temps après 1319, une seconde construction intervient, à l'autre extrémité de la ville, hors les murs, au quartier dit de « la Bouquerie ». Ses fondateurs, les confrères de Saint-Jacques, se proposaient d'y recevoir les pèlerins en marche vers la Galice. Les textes précisent que cet hôpital est aussi édifié en bordure du chemin des pèlerins, près de l'église Saint-Jacques de la Bouquerie.
Ces deux fondations consacrent Condom comme étape jacquaire de toute première importance au XIVe siècle.

## Politique et administration

### Politique environnementale
La ville est récompensée par deux fleurs au concours des villes et villages fleuris.

### Jumelages
- Grünberg (Allemagne) depuis 1973
- Toro (Espagne)
- Coutras (France)
- La ville d'Oakham en Angleterre déclina la proposition de jumelage émanant de Condom en 1987 en raison du nom de la cité française, jugé trop cocasse (« condom » signifiant préservatif en anglais).

## Population et société

### Démographie
L'évolution du nombre d'habitants est connue à travers les recensements de la population effectués dans la commune depuis 1793. Pour les communes de moins de 10 000 habitants, une enquête de recensement portant sur toute la population est réalisée tous les cinq ans, les populations de référence des années intermédiaires étant quant à elles estimées par interpolation ou extrapolation. Pour la commune, le premier recensement exhaustif entrant dans le cadre du nouveau dispositif a été réalisé en 2006.

En 2022, la commune comptait 6 454 habitants, en évolution de −1,53 % par rapport à 2016 (Gers : +1,04 %, France hors Mayotte : +2,11 %).
| 1793   | 1800  | 1806  | 1821  | 1831  | 1841  | 1846  | 1851  | 1856  |
| ------ | ----- | ----- | ----- | ----- | ----- | ----- | ----- | ----- |
| 11 064 | 6 650 | 7 051 | 7 146 | 7 144 | 6 915 | 7 195 | 7 205 | 7 553 |

| 1861  | 1866  | 1872  | 1876  | 1881  | 1886  | 1891  | 1896  | 1901  |
| ----- | ----- | ----- | ----- | ----- | ----- | ----- | ----- | ----- |
| 8 070 | 8 140 | 8 282 | 7 873 | 8 555 | 7 902 | 7 405 | 7 045 | 6 578 |

| 1906  | 1911  | 1921  | 1926  | 1931  | 1936  | 1946  | 1954  | 1962  |
| ----- | ----- | ----- | ----- | ----- | ----- | ----- | ----- | ----- |
| 6 435 | 6 380 | 5 773 | 6 355 | 6 310 | 6 233 | 6 725 | 6 781 | 6 850 |

| 1968  | 1975  | 1982  | 1990  | 1999  | 2006  | 2011  | 2016  | 2021  |
| ----- | ----- | ----- | ----- | ----- | ----- | ----- | ----- | ----- |
| 7 326 | 7 853 | 7 634 | 7 717 | 7 251 | 7 158 | 6 925 | 6 554 | 6 466 |

| 2022  | - | - | - | - | - | - | - | - |
| ----- | - | - | - | - | - | - | - | - |
| 6 454 | - | - | - | - | - | - | - | - |

| selon la population municipale des années : | 1968 | 1975 | 1982 | 1990 | 1999 | 2006 | 2009 | 2013 |
| Rang de la commune dans le département      | 2    | 2    | 2    | 2    | 2    | 2    | 3    | 3    |
| Nombre de communes du département           | 466  | 462  | 462  | 462  | 463  | 463  | 463  | 463  |

Jusqu'en 1831, la population de l'ancienne commune de Lialores n'est pas reprise dans le graphique.

### Enseignement
Condom dispose de deux écoles maternelles publiques (79 et 92 élèves en 2013),, de deux écoles élémentaires publiques (86 et 122 élèves en 2013),, d'une école élémentaire privée (159 élèves en 2013), d'une école primaire privée (151 élèves en 2013), d'un collège public, d'un collège privé et d'un lycée public général et technologique.

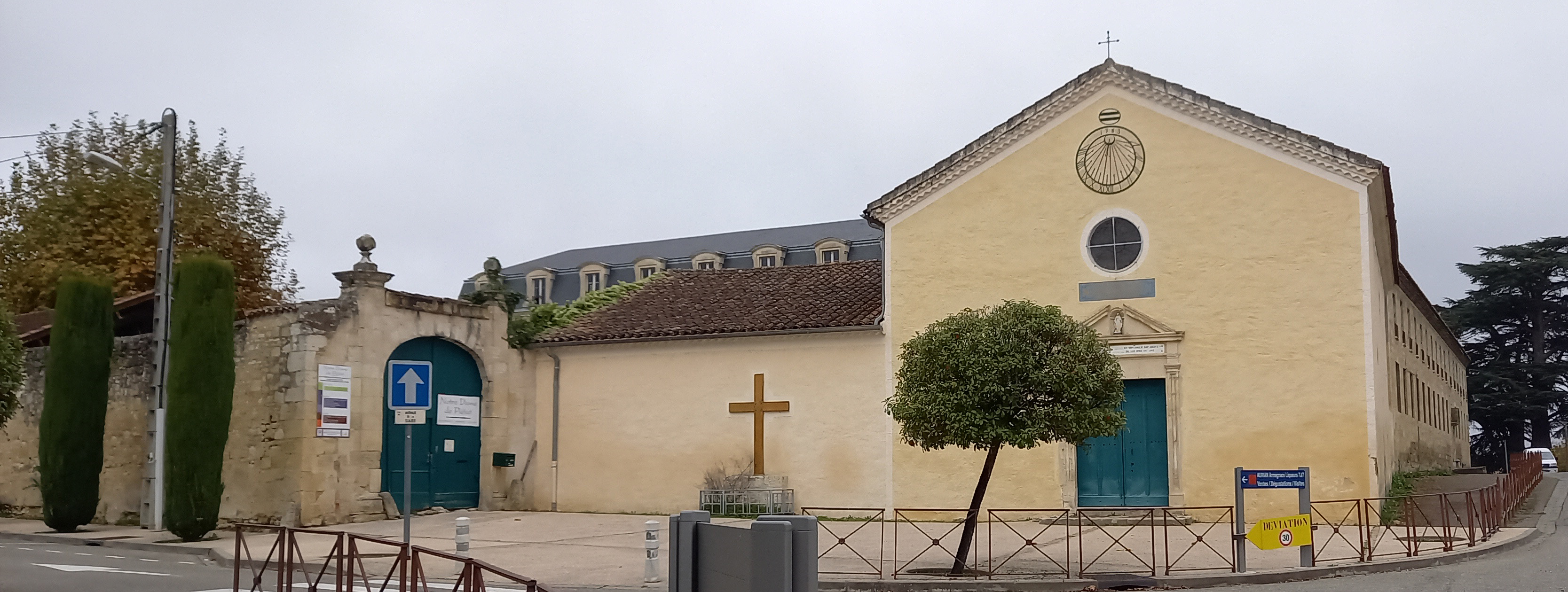
Ecole-Collège Notre Dame De Piétat

### Manifestations culturelles et festivités
- Festival de Bandas de Condom y Peñas, 2e week-end de mai (50 000 visiteurs - international) ;
- Tournoi international d'Échecs (juillet - international) ;
- Marathon d'échecs (parties 25 min en continu pendant 24 h - international) ;
- Salon des antiquaires (dernier week-end de février - national) ;
- Salon bio Biogascogne (dernier week-end d'août - national) ;
- Concours de voiliers modèles réduits (régional).

### Santé
Le Centre hospitalier de Condom dispose de 137 lits situé 21 avenue Maréchal Joffre, dont :
- Médecine : 22
- Moyen séjour : 20
- Long séjour : 35

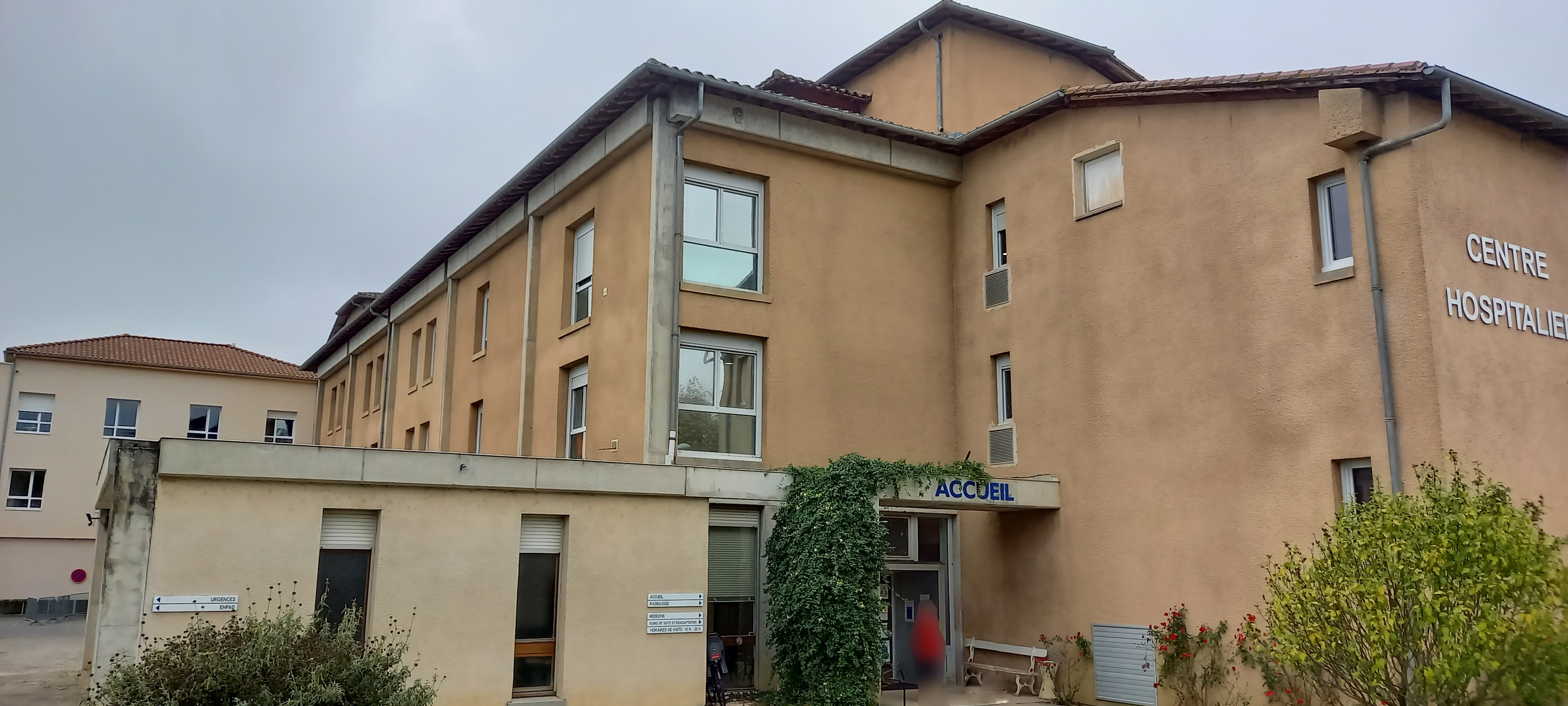
Hôpital

- Hébergement : 60HôpitalL'EHPAD à la place de l'ancien hospice, rue Dutoya.

### Social

#### Associations
- La Société des Secours aux Blessés Militaires (Croix-Rouge) a fondé son comité en 1927. En 2021 elle est implantée rue de la république. Précédemment elle a occupé des bureaux au centre Salvandy, à l'hôpital maréchal Joffre et dans les années 2000 rue Sénéchal.

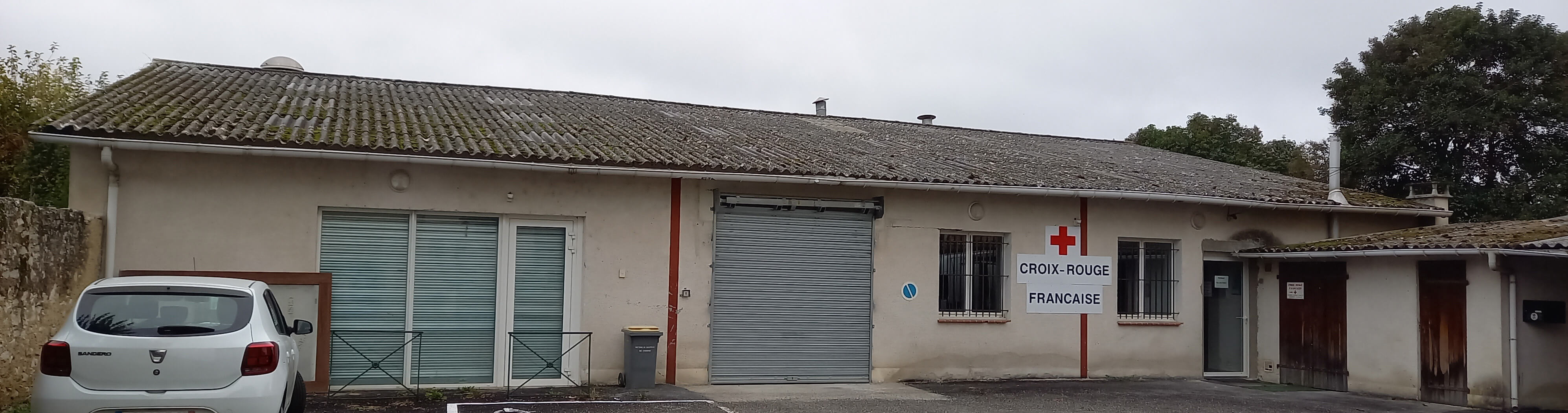
46 rue République
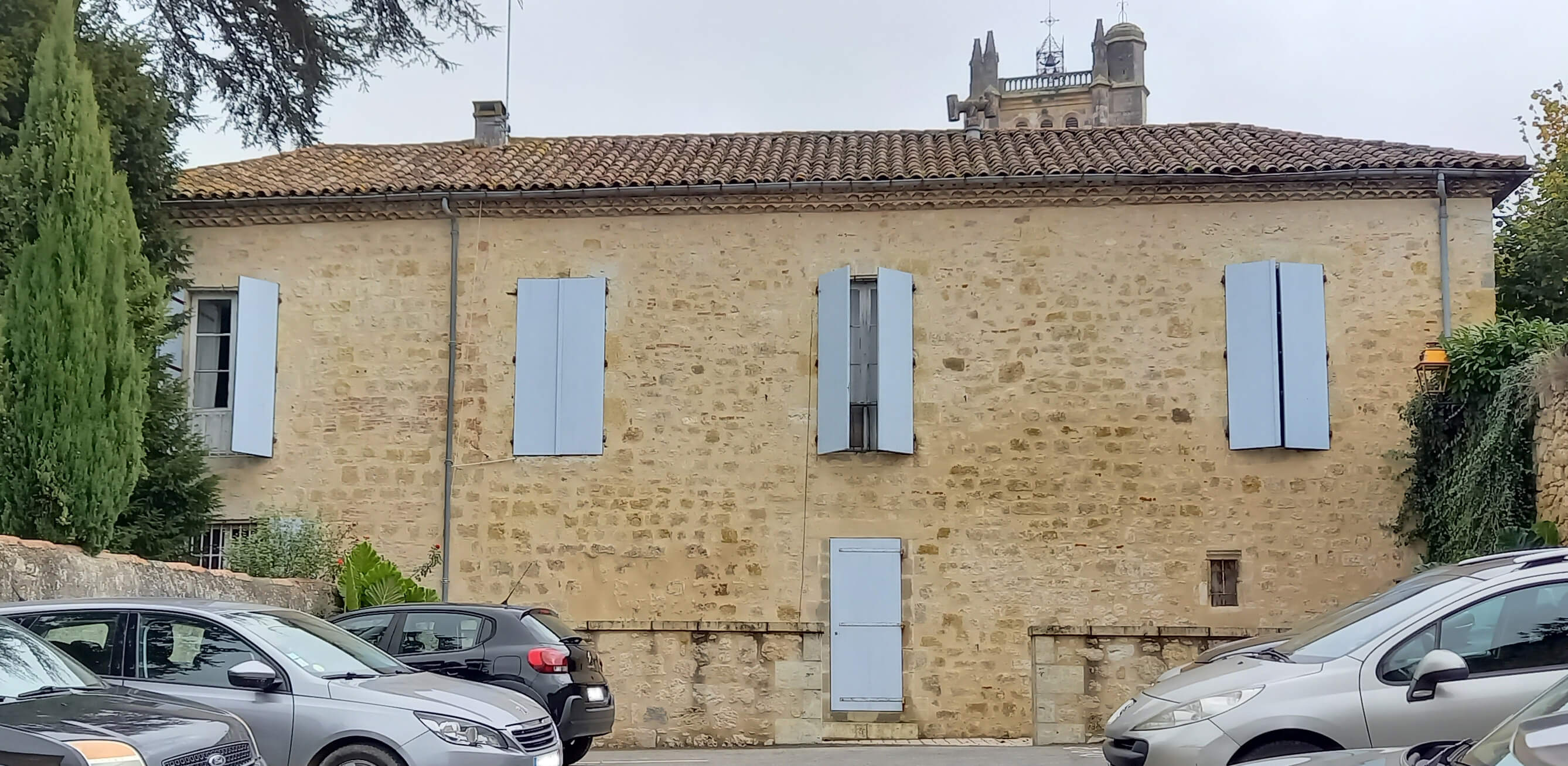
Rue Sénéchal

### Sports
- Club de rugby à XV, la Société athlétique condomoise évolue dans le championnat de France de Régionale 1 pour la saison 2024-2025 après avoir fréquenté l’élite entre 1965 et 1973 puis la première division groupe B jusqu'en 1989. Des internationaux comme Jean Trillo, Jean-François Gourragne et Grégory Alldritt[56],[57] sont issus du SAC. Le club a aussi vu débuter Raymond Contrastin, international en Rugby à XIII.
- Club de Basket-ball, le Valence Condom Gers Basket évolue en Nationale 3.
- La Condom City Catch (CCC), fédération de catch.
- Le Condom HandBall Club (CHBC).
- Municipale Gymnique Condomoise (MGC) : gymnastique artistique féminine et masculine et gymnastique adulte.

## Économie

### Revenus
En 2018 (données Insee publiées en septembre 2021), la commune compte 3 184 ménages fiscaux, regroupant 6 463 personnes. La médiane du revenu disponible par unité de consommation est de 18 530 € (20 820 € dans le département). 37 % des ménages fiscaux sont imposés (43,9 % dans le département).

### Emploi
|                | 2008  | 2013  | 2018   |
| -------------- | ----- | ----- | ------ |
| Commune        | 7,8 % | 8,9 % | 11,4 % |
| Département    | 6,1 % | 7,5 % | 8,2 %  |
| France entière | 8,3 % | 10 %  | 10 %   |

En 2018, la population âgée de 15 à 64 ans s'élève à 3 454 personnes, parmi lesquelles on compte 72,7 % d'actifs (61,2 % ayant un emploi et 11,4 % de chômeurs) et 27,3 % d'inactifs,. En 2018, le taux de chômage communal (au sens du recensement) des 15-64 ans est supérieur à celui de la France et du département, alors qu'il était inférieur à celui de la France en 2008.
La commune est la commune-centre de l'aire d'attraction de Condom,. Elle compte 3 445 emplois en 2018, contre 3 566 en 2013 et 3 592 en 2008. Le nombre d'actifs ayant un emploi résidant dans la commune est de 2 170, soit un indicateur de concentration d'emploi de 158,7 % et un taux d'activité parmi les 15 ans ou plus de 45,7 %.
Sur ces 2 170 actifs de 15 ans ou plus ayant un emploi, 1 511 travaillent dans la commune, soit 70 % des habitants. Pour se rendre au travail, 80,6 % des habitants utilisent un véhicule personnel ou de fonction à quatre roues, 0,5 % les transports en commun, 12,1 % s'y rendent en deux-roues, à vélo ou à pied et 6,8 % n'ont pas besoin de transport (travail au domicile).

### Activités hors agriculture

#### Secteurs d'activités
731 établissements sont implantés à Condom au 31 décembre 2019. Le tableau ci-dessous en détaille le nombre par secteur d'activité et compare les ratios avec ceux du département,.
| Secteur d'activité                                                                                        | Commune | Commune | Département |
| Secteur d'activité                                                                                        | Nombre  | %       | %           |
| --- | ------- | ------- | ----------- |
| Ensemble                                                                                                  | 731     | 100 %   | (100 %)     |
| Industrie manufacturière, industries extractives et autres                                                | 70      | 9,6 %   | (12,3 %)    |
| Construction                                                                                              | 90      | 12,3 %  | (14,6 %)    |
| Commerce de gros et de détail, transports, hébergement et restauration                                    | 252     | 34,5 %  | (27,7 %)    |
| Information et communication                                                                              | 11      | 1,5 %   | (1,8 %)     |
| Activités financières et d'assurance                                                                      | 24      | 3,3 %   | (3,5 %)     |
| Activités immobilières                                                                                    | 42      | 5,7 %   | (5,2 %)     |
| Activités spécialisées, scientifiques et techniques et activités de services administratifs et de soutien | 94      | 12,9 %  | (14,4 %)    |
| Administration publique, enseignement, santé humaine et action sociale                                    | 84      | 11,5 %  | (12,3 %)    |
| Autres activités de services                                                                              | 64      | 8,8 %   | (8,3 %)     |

Le secteur du commerce de gros et de détail, des transports, de l'hébergement et de la restauration est prépondérant à Condom puisqu'il représente 34,5 % du nombre total d'établissements de la commune (252 sur les 731 entreprises implantées à Condom), contre 27,7 % au niveau départemental.

#### Entreprises et commerces
Les cinq entreprises ayant leur siège social sur le territoire communal qui génèrent le plus de chiffre d'affaires en 2020 sont : 
- Fermiers Du Gers, transformation et conservation de la viande de volaille (74 638 k€)
- SAS Sarremejean, commerce de gros (commerce interentreprises) de bois et de matériaux de construction (41 016 k€)
- @Xion, commerce de gros (commerce interentreprises) de céréales, de tabac non manufacturé, de semences et d'aliments pour le bétail (6 339 k€)
- Caisserie De L Armagnac, fabrication de carton ondulé (5 786 k€)
- Ime - Sessad Terre D'envol, hébergement médicalisé pour enfants handicapés (3 597 k€)

Essentiellement l'agriculture, le tourisme, et le commerce. Le secteur agroalimentaire induit par l'agriculture est aussi très important, et génère l'essentiel des emplois industriels.
Le commerce des produits agricoles du terroir est important, mais aussi les petits commerces en tout genre.
Le tourisme « à la ferme » allié à l'agriculture est en pleine croissance, et souvent présenté comme une alternative non négligeable à la baisse du revenu agricole.
L'agriculture s'appuie principalement sur la production d'armagnac (Ténarèze), de floc de Gascogne, et de foie gras, ainsi que sur l'élevage : (canard, porc, veau) mais aussi la culture céréalière, du maïs, du tournesol et de cultures légumières diverses. Condom bénéficie de la présence d'une station expérimentale de la Fédération Nationale des Agriculteurs Multiplicateurs de semences qui travaille sur les betteraves, céréales, fourragères, potagères et protéagineux. La station conduit aussi des recherches sur le reboisement des Pyrénées.

### Agriculture
La commune est dans le Ténarèze, une petite région agricole occupant le centre du département du Gers, faisant transition entre lʼAstarac “pyrénéen”, dont elle est originaire et dont elle prolonge et atténue le modelé, et la Gascogne garonnaise dont elle annonce le paysage. En 2020, l'orientation technico-économique de l'agriculture à Condom est la polyculture et/ou le polyélevage.
|               | 1988  | 2000  | 2010  | 2020  |
| ------------- | ----- | ----- | ----- | ----- |
| Exploitations | 230   | 155   | 135   | 104   |
| SAU (ha)      | 7 683 | 7 774 | 7 006 | 6 995 |

Le nombre d'exploitations agricoles en activité et ayant leur siège dans la commune est passé de 230 lors du recensement agricole de 1988 à 155 en 2000 puis à 135 en 2010 et enfin à 104 en 2020, soit une baisse de 55 % en 32 ans. Le même mouvement est observé à l'échelle du département qui a perdu pendant cette période 51 % de ses exploitations,. La surface agricole utilisée à Condom a également diminué, passant de 7 683 ha en 1988 à 6 995 ha en 2020. Parallèlement la surface agricole utilisée moyenne par exploitation a augmenté, passant de 33 à 67 ha.

## Culture et patrimoine

### Lieux et monuments
- La place Bossuet, ex-place d'Armes
- Le pont Barlet ou pont Pierre-Mendès-France du XIIe siècle[63],[64].
- la tour d'Andiran du XIIIe siècle et qui abritait le syndicat d'initiative
- De nombreux hôtels particuliers du XVIIIe siècle rivalisent d'élégance, avec leurs nobles escaliers, leurs balustrades de pierre et les ferronneries de leurs balcons, avenue de Gaulle, précédemment cours Scipion-Duplex. La famille Mellet, dont le Marquis de Bonas, alias Antoine de Mellet de Bonas (1744-1822) est à l’origine de plusieurs hôtels particuliers remarquables.

Statue de d'Artagnan et des trois mousquetaires, sur la place Saint-Pierre (œuvre de Zurab Tsereteli).

- Musée de l'Armagnac : dans les anciennes écuries de l'évêché, avec des charpentes du XVIIe siècle, le musée est consacré à l'eau-de-vie, il possède un pressoir en poutre de 18 tonnes.
- l'hôtel de Cugnac : l'une des belles demeures des XVIIe et XVIIIe siècles de la vieille ville ; ses ailes entourent une cour carrée pavée, fermée d'une grille en fer forgé ; on peut visiter les chais d'armagnac.
- Hôtel de Polignac qui est occupé actuellement par l'école primaire
- Le château de Puypardin : sur une crête dominant la vallée de l'Osse, cette belle construction des XIIIe au XVIe siècle, comprend une enceinte polygonale avec un donjon rectangulaire accolé à une salle de la même époque.
- Port fluvial avec capitainerie (croisières)
- Canal relié au canal du Midi et à la mer
- Complexe nautique (ouvert en 2005)
- La statue de d'Artagnan et des trois mousquetaires, du sculpteur géorgien Zurab Tsereteli[65].

### Édifices religieux

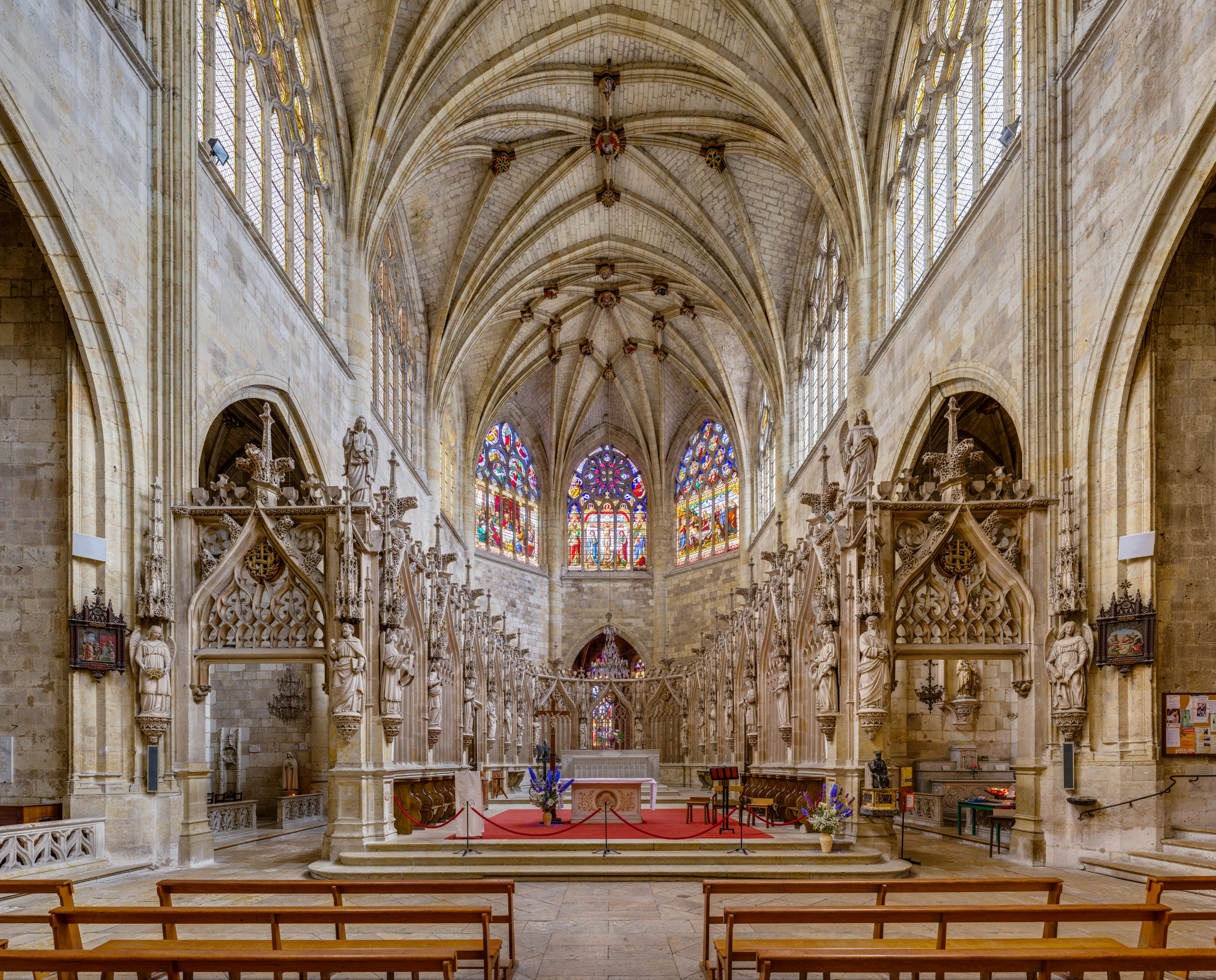
Le chœur de la cathédrale.

- Cathédrale Saint-Pierre de Condom, place Bossuet.  Classée MH (1840).
- Le cloître de la cathédrale.
- Église des Carmes, rue Foch. XVIIe siècle ;  Inscrite MH (1955, Façades et toitures)[66].
- Église Notre-Dame de Piétat, avenue d'Aquitaine.
- Église Saint-Barthélemy, rue Dutoya (musée du Pradau ). XIIe, XIVe, XVIIe et XIXe siècles ;  Classée MH (1937) ; De nombreux objets sont référencés dans la base Palissy (voir les notices liées)[67]. (art sacré).
- Église Saint-Jacques-de-la-Bouquerie, place du Cardinal. XIVe, XVIIe, XVIIIe et XIXe siècles ;  Inscrite MH (1988, L'église, y compris la salle voutée de l'ancien hôpital des Pélerins qui lui est contiguë)[68].
- Église Saint-Michel, place Lucien Lamarque.
- Église romane Sainte-Germaine de Baradieu. XIe et XIIe siècles ;  Inscrite MH (1971)[69].
- Église Saint-Sernin de Cannes.
- Église Saint-Luper du Goalard.
- Église Saint-Pierre dite église de Grazimis du château Fousserie.
- Église Sainte-Livrade d'Herret.
- Église romane Saint-Antoine de Lialores (contenant les reliques du saint éponyme, ermite local martyrisé vers 540).  Classée MH (1986).
- Église Saint-Laurans dite église du Pomaro du Rouge.
- Église romane Saint-Christophe de Scieurac.
- Église Saint-Pierre de Vicnau.
- Chapelle de l'ancien séminaire.
- Chapelle du château de Gensac.
- Chapelle du château de Fondelin.
- Chapelle de l'hôpital, avenue Joffre.
- Chapelle des Oratoriens, rue Jean Jaurès.
- Couvent de Prouillan, fondé en 1280, devenu carmel en 1892 et fermé en 2007, 32 avenue Victor Hugo, reconverti en établissement communautaire d'accueil et gîte pour les pèlerins.
- Centre évangélique, boulevard Montplaisir.
- Salle du royaume des témoins de Jéhovah, rue de la Libération.

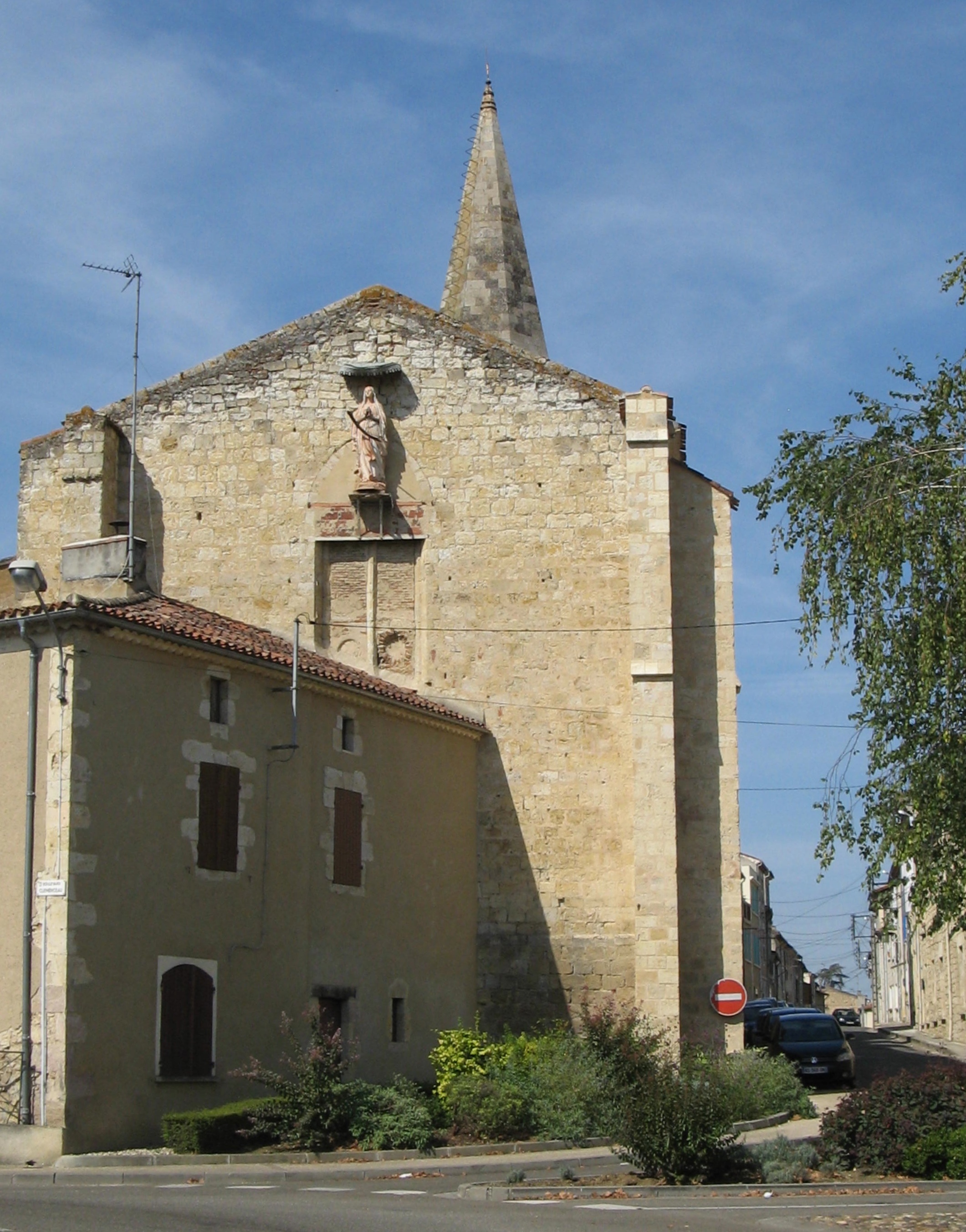
Église Saint-Barthélémy du Pradau.
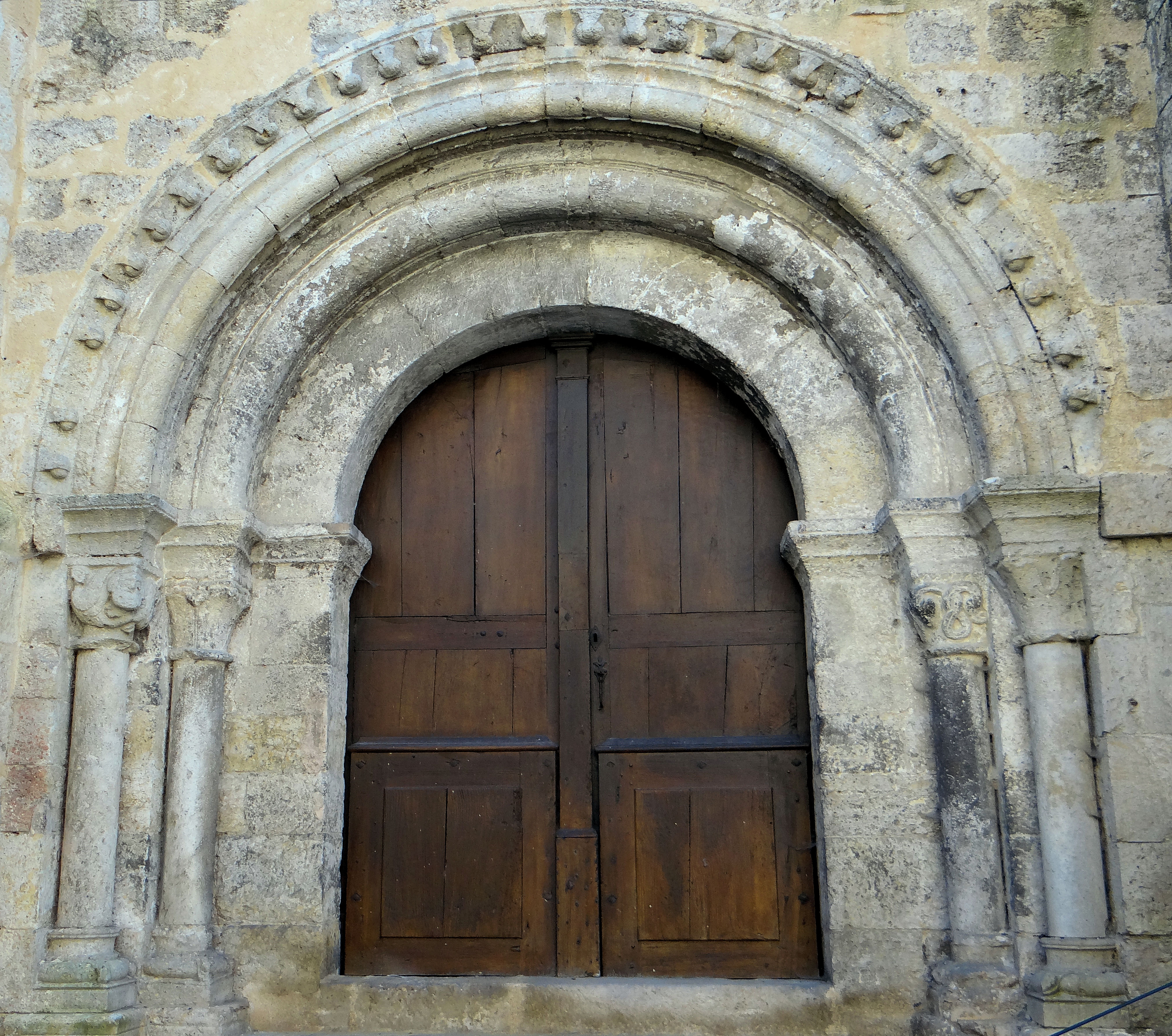
Église Saint-Barthélémy du Pradau - Portail roman.
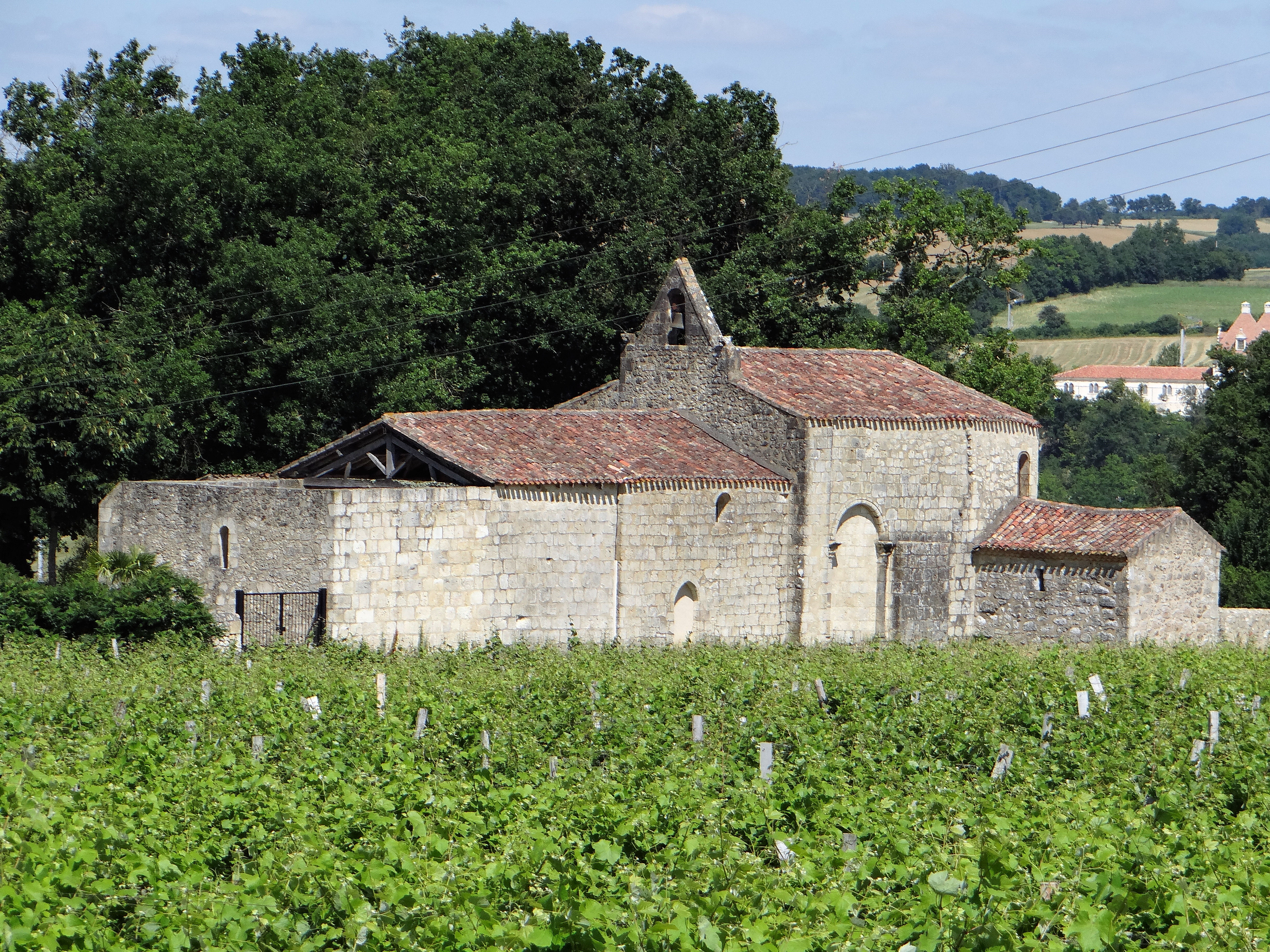
Église Sainte-Germaine de Baradieu.

### Personnalités liées à la commune
- Vianne de Gontaut-Biron (1225-1280) : aristocrate et religieuse décédée au couvent des Dominicains de Condom qu'elle fonde en l'an 1261 ;
- Jean de Monluc (1548-1581) : évêque de Condom, fils du mémorialiste Blaise de Monluc ;
- Jean du Chemin (Treignac, 1540-Condom, 1626) : évêque de Condom, humaniste, poète en langues française, italienne, latine et grecque ;
- Scipion Dupleix (1569-1661) : historien, mort à Condom ;
- Antoine de Coux (Decoux) (Treignac, vers 1575-Condom, 14 février 1648) : neveu de Jean du Chemin, coadjuteur en 1603 puis évêque de Condom de 1616 à 1646 ;
- Jacques-Bénigne Bossuet (1627-1704) : évêque de Condom de 1669 à 1671 sans pour autant y être jamais venu ;
- François Sabbathier (1735-1807) : littérateur né à Condom ;
- Charles Laborde, homme politique né le 19 novembre 1737 à Condom (Gers) et décédé le 1er avril 1810 au même lieu.
- Antoine de Mellet (1744-1822), devenu vers 1775 Marquis de Bonas par héritage cognatique des Pardaillan, célèbre distillateur au Château de Bonas, et qui traversa la période révolutionnaire, confiné à Bonas;
- Jean-Louis Soubdès (1749-1819) : homme politique, député, magistrat mort à Condom ;
- François Jaubert (1758-1822), avocat et homme politique né à Condom, gouverneur de la Banque de France et membre de la Cour de cassation.
- Jean-Marie Pelauque-Béraut (1758-1820), homme politique né à Condom, député du tiers état aux États généraux de 1789.
- Guillaume-Auguste Jaubert, né à Condom (Gers) le 9 janvier 1769 et mort en Bordelais en mars 1825, prélat français du XIXe siècle.
- Jean-Charles Persil (1785-1870) : homme politique né à Condom ;
- Louis Sébastien Gavarret (1791-1881) : homme politique mort à Condom ;
- Narcisse-Achille de Salvandy (1795-1856) : écrivain et homme politique né à Condom ;
- Alexandre Laterrade (1823-1912), homme politique, maire de Condom, sénateur du Gers de 1897 à 1906.
- Joseph Noulens (1828-1898) : écrivain, journaliste et poète, fondateur de la Revue d'Aquitaine né à Condom ;
- Louis Robach (1871-1959) : pyrénéiste, voyageur, photographe, exerça à Condom comme dentiste, de 1898 à 1920 ;
- Georges Sérès (1887-1951), champion cycliste, champion du monde de demi-fond.
- Alphonse Dupront (1905-1990) : historien et anthropologue du fait religieux, président de l'université de Paris IV, né à Condom ;
- Louis-François Dubosc (1901-1991) : député sous la Troisième République et cofondateur du Parti socialiste démocratique, mort à Condom ;
- Marius Guiral (1904-1977)[70] : international de rugby à 15 et à 13 né à Condom ;
- Marcel Langer (1917-1990) : aviateur, Compagnon de la Libération, a passé les dernières années de sa vie à Condom et est inhumé au hameau de Herret ;
- Raimond Castaing (1921-1998), physicien, membre de l'Institut, inventeur de la microsonde (1950) qui porte son nom. Une place porte également son nom, située à l'emplacement de l'ancien lavoir, face à l'hôpital.
- Raymond Contrastin (1925-1985)[71] : joueur de rugby à XIII et de rugby à XV né à Condom ;
- Marguerite Sarah Ducados, dite Sarah Maldoror (1929-2020), cinéaste, née à Condom ;
- Yves Navarre (1940-1994) : écrivain, ayant reçu le prix Goncourt en 1980, né à Condom ;
- Jean Trillo (1944-) : joueur de rugby à XV né à Condom ;
- Stéphane Abrial (1954-) : ancien commandant des forces aériennes de l'OTAN, né à Condom ;
- Siouxsie Sioux (1957-) : chanteuse anglaise, auteure et compositrice, a vécu à Condom plus d'une vingtaine d'années de 1992 à 2015[72];
- Valérie Baurens (1969-) : actrice française née à Condom.
- Gabriel et Marie-Louise Lanoux (1891-1973) : Justes parmi les Nations ayant résidé à Condom.
- Samuel Marques (1988-) : joueur franco-portugais de rugby à XV né à Condom[73].

### Héraldique
| Blason | Blasonnement : De gueules à un pont de cinq arches d'argent crénelé et maçonné de sable, sur une rivière aussi d'argent ondée d'azur de quatre pièces, le pont sommé de cinq tours d'argent crénelées et maçonnées de sable, celle du milieu plus haute que les deux dont elle se côtoie et les deux dernières plus petites que celles-ci et surmontées de deux clefs s'affrontant aussi d'argent. |

### Culture populaire
Condom a connu un regain de popularité après le film d'Étienne Chatiliez Le bonheur est dans le pré qui retrace l'histoire d'un homme partagé, à la suite d'un quiproquo, entre deux femmes et deux villes: Dole (Jura) et Condom (le film a aussi été tourné ailleurs dans le Gers comme à Vic-Fezensac).
La série TV de l'été 2005 de France 2, Trois femmes… un soir d'été, a aussi été tournée à Condom, renommée à l'occasion en « Condor » et mettant en scène le festival de Bandas.
Le film Super-bourrés sorti en 2023, et réalisé par Bastien Milheau a été tourné à Condom mais également sur les communes de Saint-Puy, Beaumont, Gondrin, Jegun, Montréal et La Romieu dans le Gers.